# Reprezentacja Turcji w piłce siatkowej kobiet

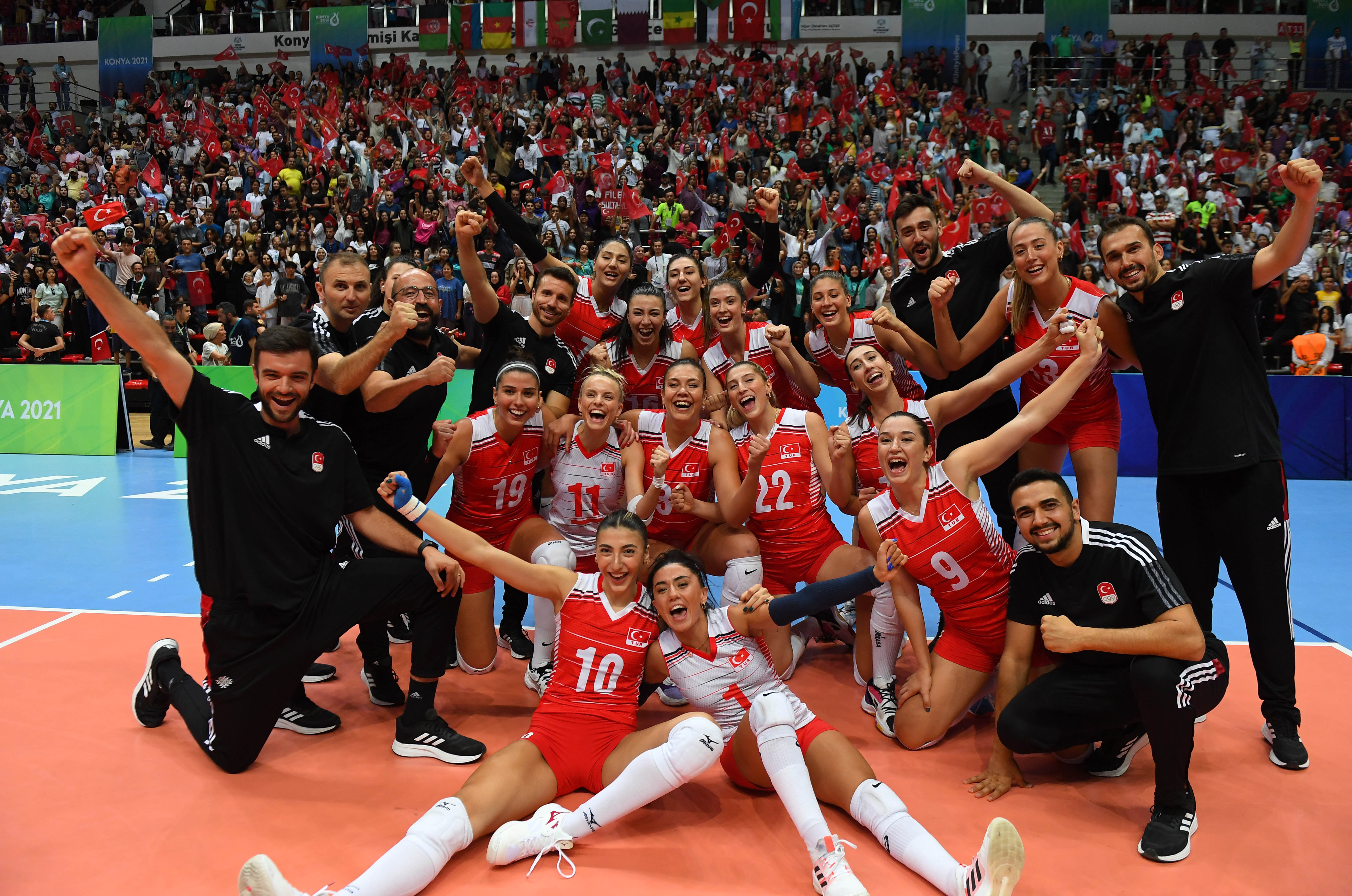
Reprezentacja Turcji na ‌Igrzyskach Solidarności Islamskiej w 2021 roku

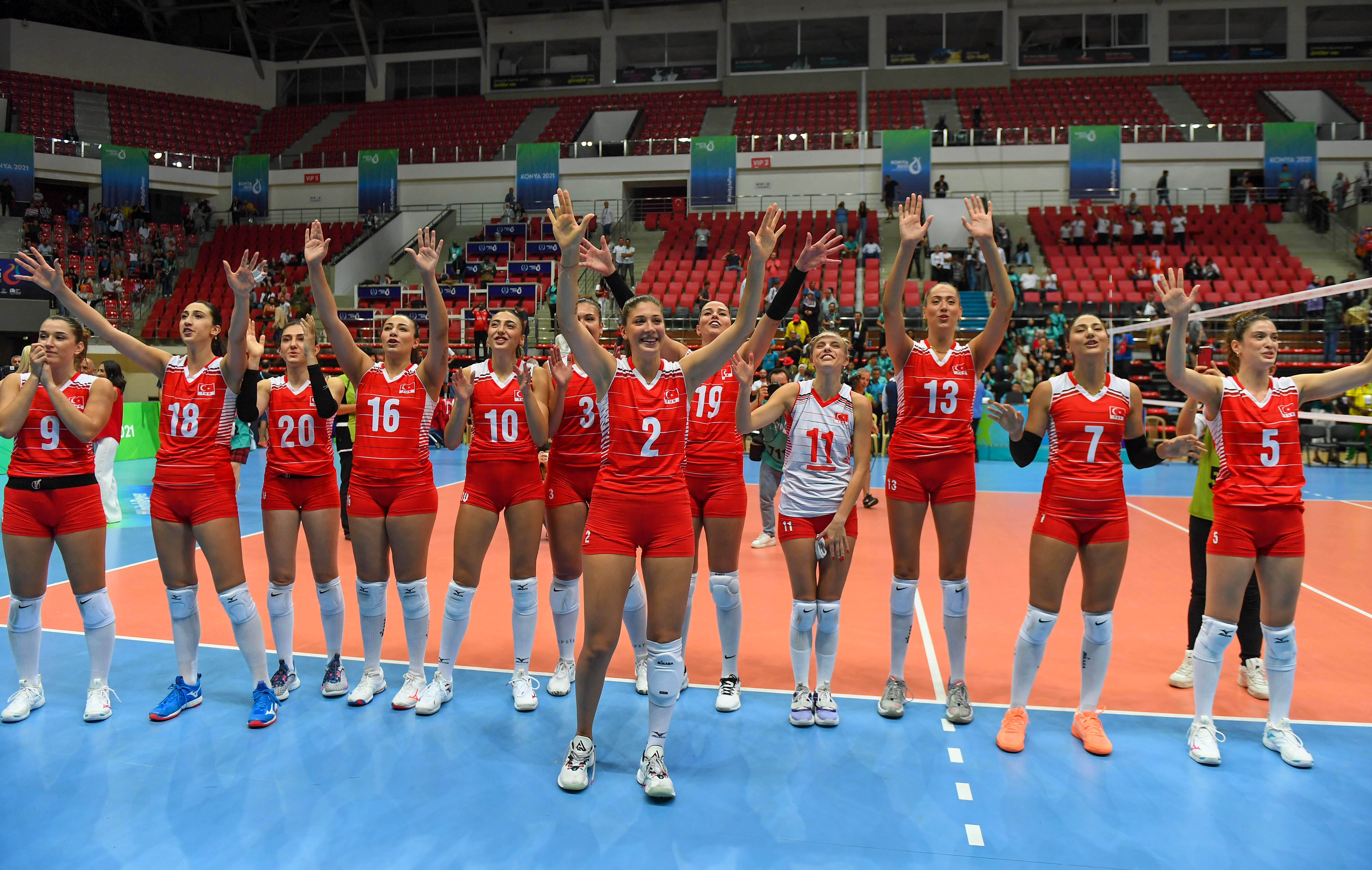
Reprezentacja Turcji na ‌Igrzyskach Solidarności Islamskiej w 2021 roku

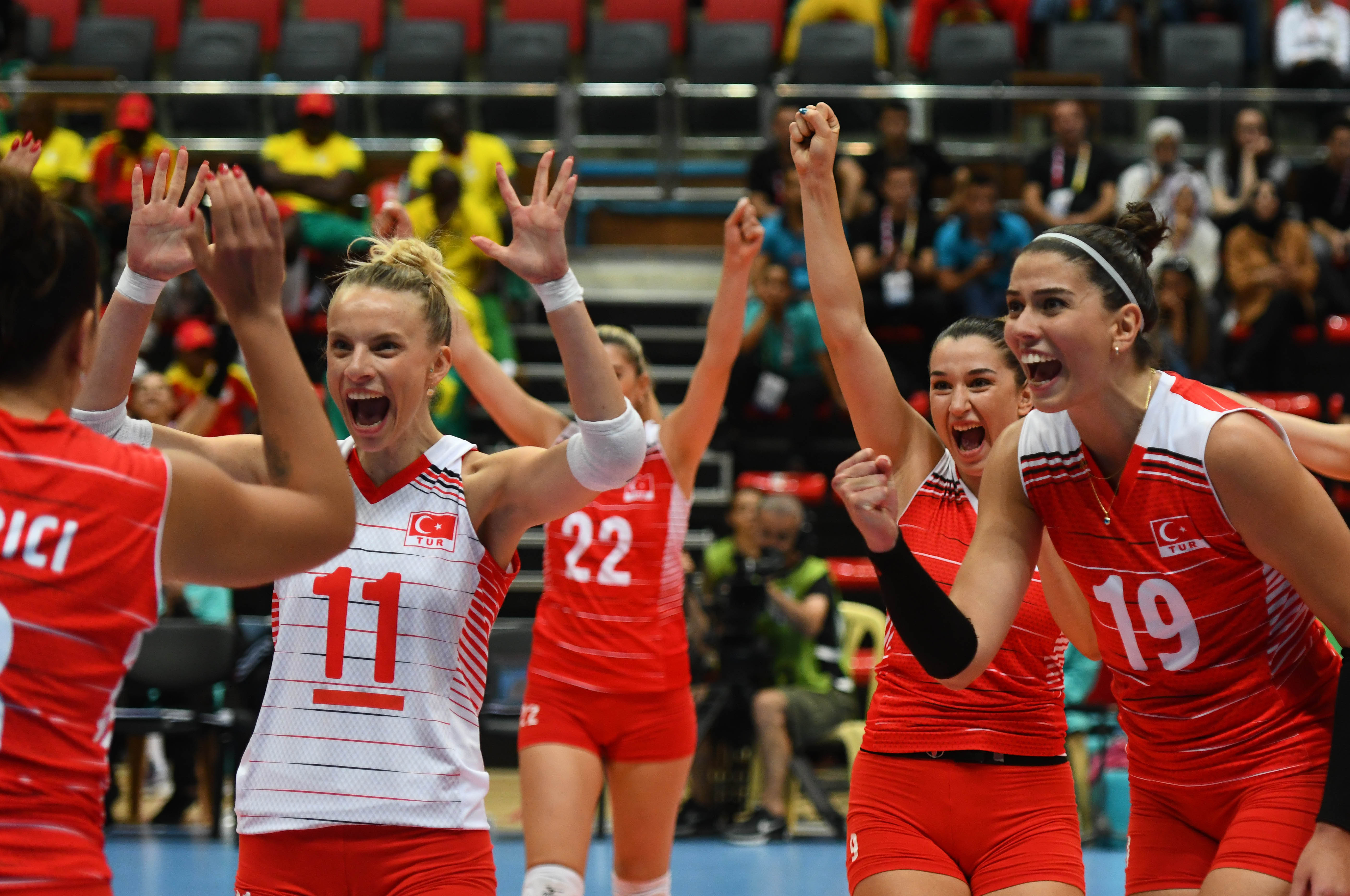
Reprezentacja Turcji na ‌Igrzyskach Solidarności Islamskiej w 2021 roku

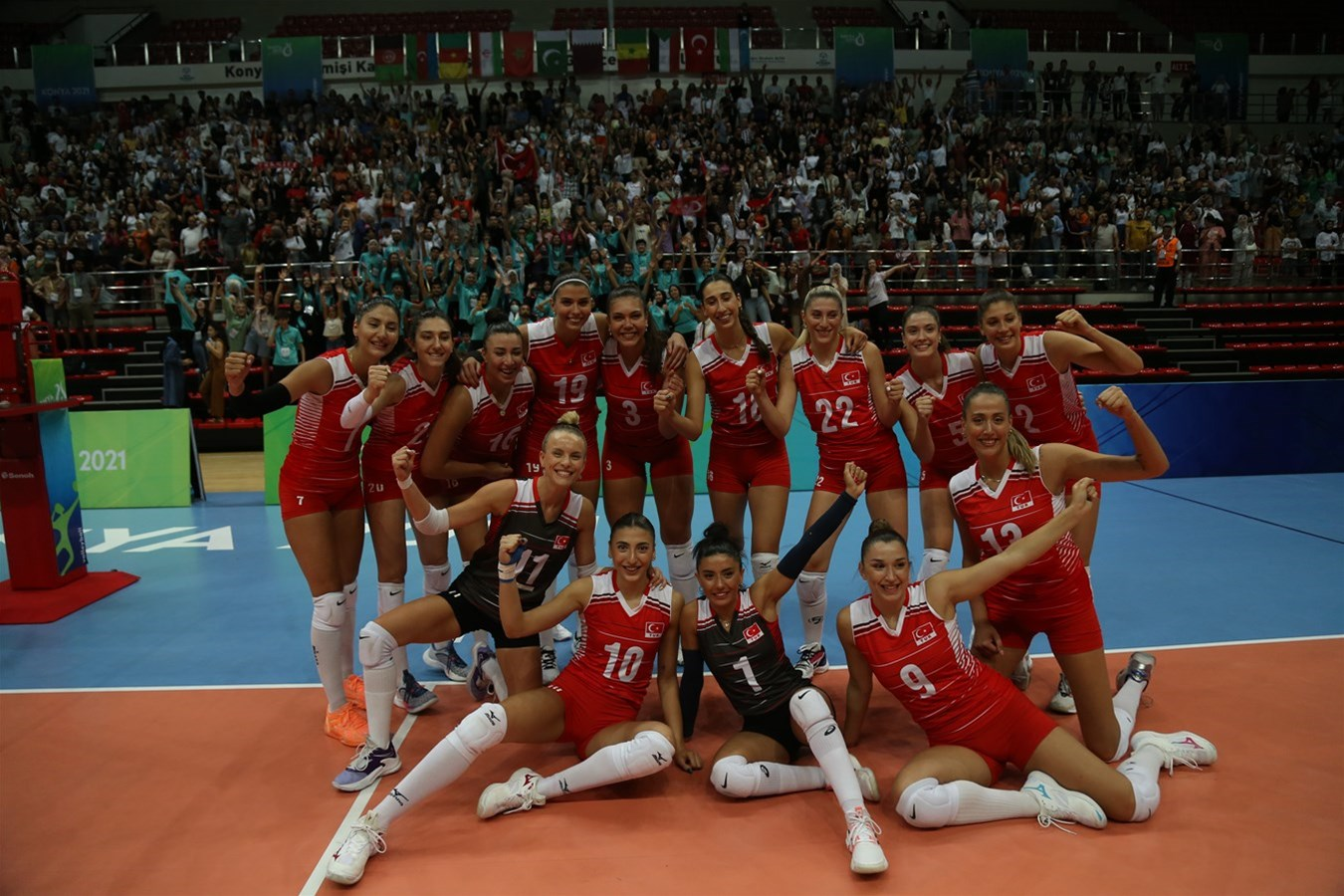
Reprezentacja Turcji na ‌Igrzyskach Solidarności Islamskiej w 2021 roku

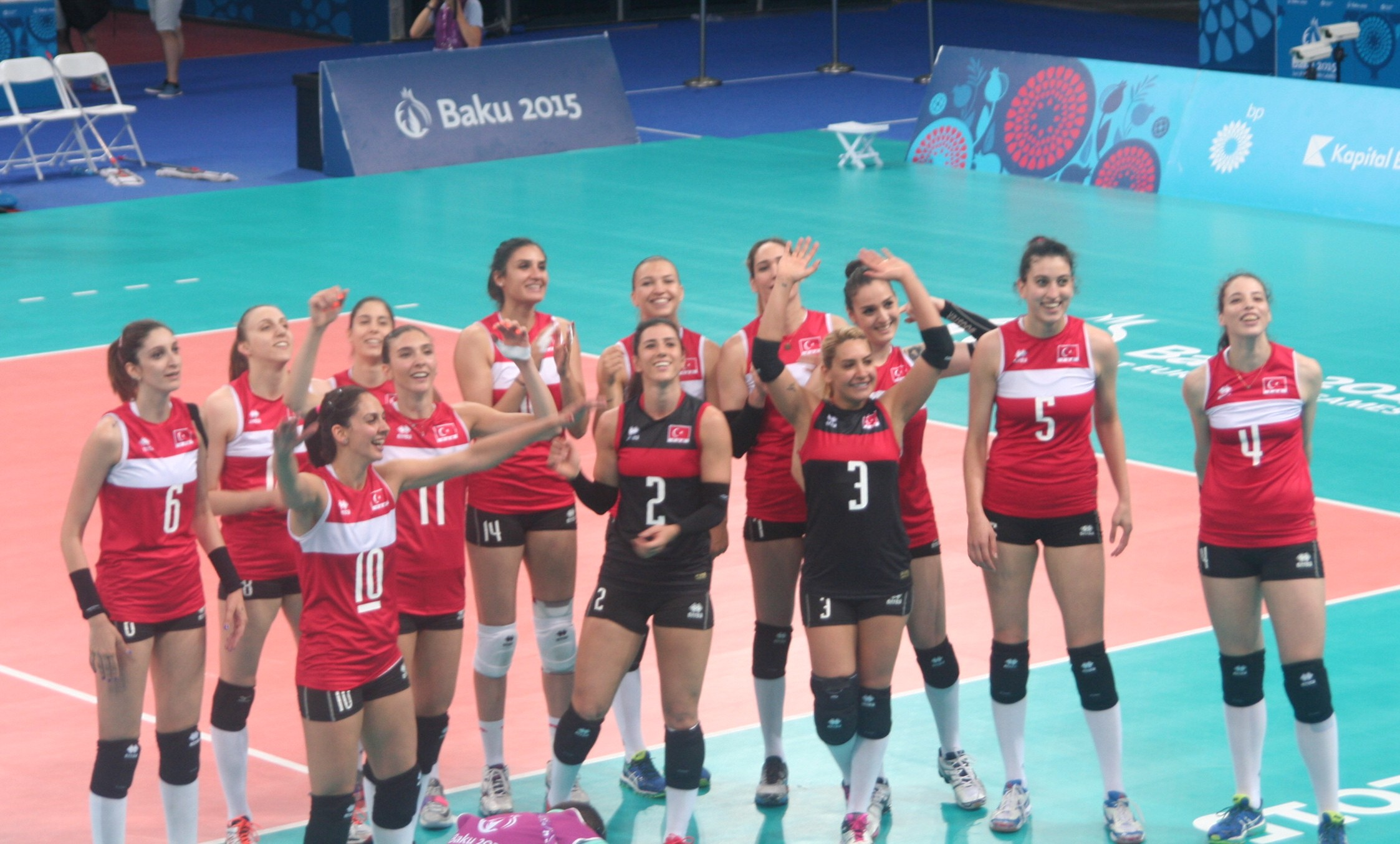
Reprezentantki Turcji zwyciężczyniami Igrzysk Europejskich 2015

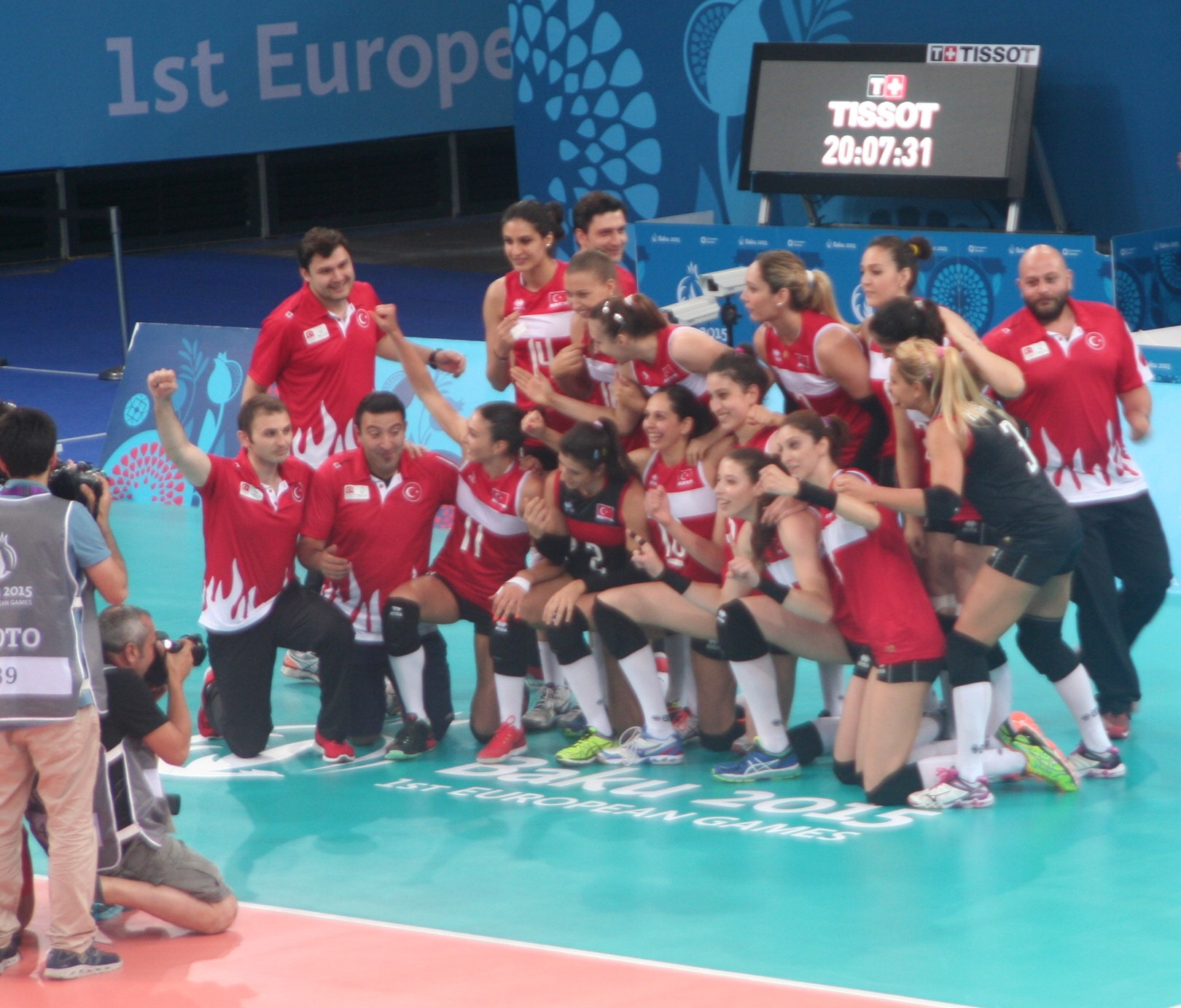
Reprezentantki Turcji zwyciężczyniami Igrzysk Europejskich 2015

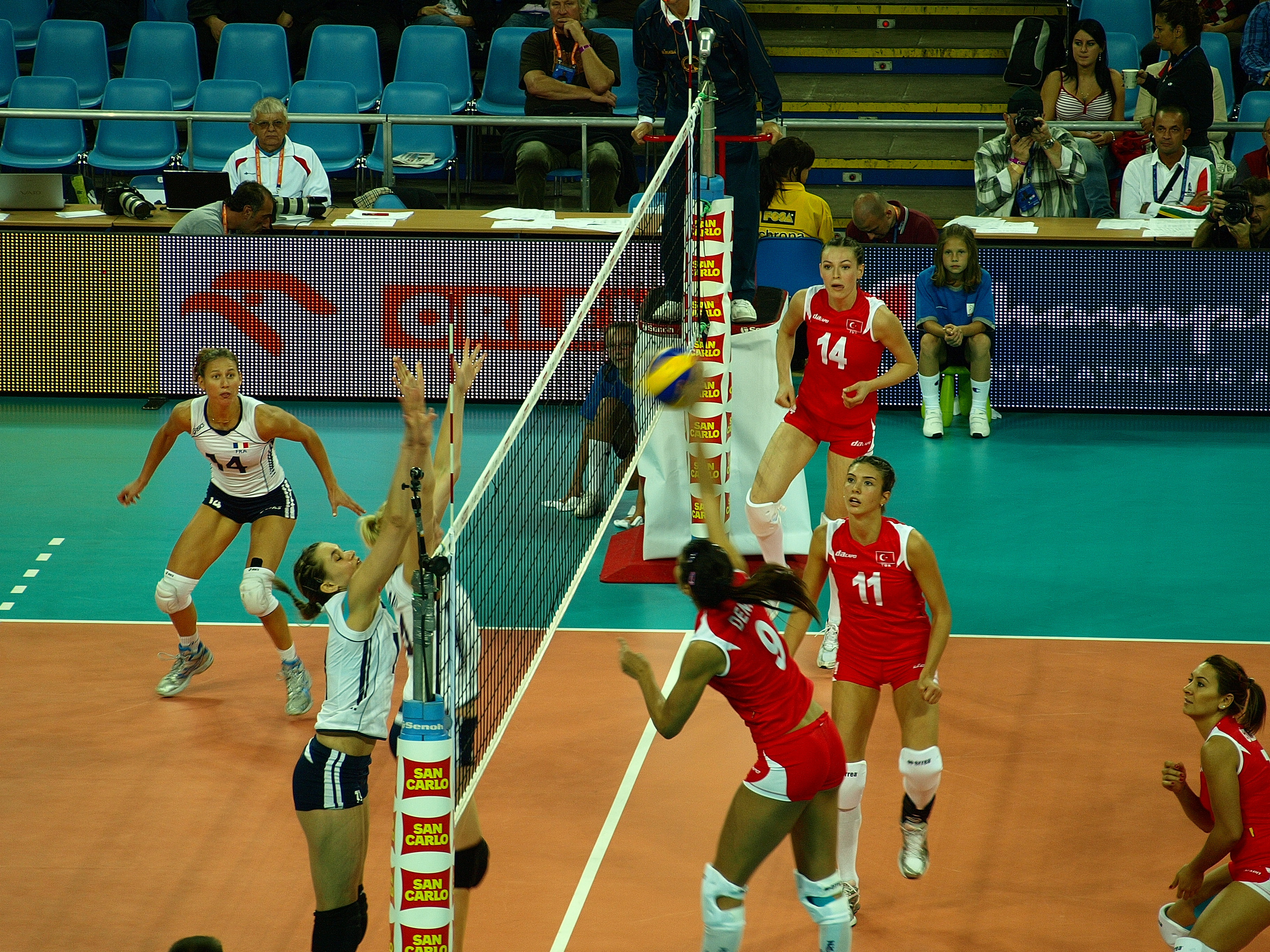
Mecz Turcja-Francja podczas Mistrzostw Europy 2009, rozgrywanych w Polsce

Reprezentacja Turcji w piłce siatkowej kobiet (tur. Türkiye Bayan Millî Voleybol Takımı) to narodowa reprezentacja tego kraju, reprezentująca go na arenie międzynarodowej.
W 3 tygodniu Ligi Narodów 2025 rozgrywanym w holenderskim Apeldoorn reprezentacja Turcji podejmowała kadrę narodową Czech, gdzie w trzecim secie Turczynki z Czeszkami wygrały 25:4, ostatecznie reprezentacja Czech wygrała mecz 3:1. Taki wynik w danym secie jest obecnie nowym rekordem nie tylko rozgrywek Ligi Narodów, ale także wszystkich oficjalnych turniejów pod egidą FIVB w XXI wieku.

## Trenerzy
| Lata      | Imię i nazwisko      |
| --------- | -------------------- |
| 2003–2006 | Reşat Yazıcıoğulları |
| 2007–2010 | Alessandro Chiappini |
| 2011–2012 | Marco Aurélio Motta  |
| 2013–2014 | Massimo Barbolini    |
| 2015–2016 | Ferhat Akbaş         |
| 2017–2022 | Giovanni Guidetti    |
| 2023–     | Daniele Santarelli   |

## Skład reprezentacji Turcji naLigę Narodów 2025[4]
Zawodniczki:
- 1. Hatice Gizem Örge
- 2. Simge Aköz
- 3. Cansu Özbay
- 4. Melissa Vargas
- 5. Ayça Aykaç
- 6. Saliha Şahin
- 7. Hande Baladın
- 8. Sinead Jack-Kısal
- 9. Meliha Diken
- 10. Ayçin Akyol
- 11. Derya Cebecioğlu
- 12. Elif Şahin
- 13. Dilay Özdemir
- 15. Deniz Uyanık
- 16. Berka Buse Özden
- 17. Sıla Çalışkan
- 18. Zehra Güneş
- 19. Aslı Kalaç
- 20. Yaprak Erkek
- 21. Ayşe Çürük
- 22. İlkin Aydin
- 23. Eylül Akarçeşme Yatgın
- 25. Bahar Akbay
- 28. Buse Ünal-Pehlivan
- 29. Defne Başyolcu
- 41. Alexia Căruțașu
- 55. Ege Melisa Bükmen
- 77. Tutku Burcu Yüzgenç
- 88. Yasemin Güveli
- 99. Ebrar Karakurt

## Osiągnięcia
Mistrzostwa Europy:
- 1. miejsce – 2023[5]
- 2. miejsce – 2003, 2019
- 3. miejsce – 2011, 2017, 2021

World Grand Prix:
- 3. miejsce – 2012

Liga Europejska:
- 1. miejsce – 2014
- 2. miejsce – 2009, 2011
- 3. miejsce – 2010

Igrzyska Śródziemnomorskie:
- 1. miejsce – 2005
- 2. miejsce – 1987, 1991, 1997, 2001, 2009, 2013
- 3. miejsce – 1993

Igrzyska Europejskie:
- 1. miejsce – 2015

Liga Narodów:
- 1. miejsce – 2023[6]
- 2. miejsce – 2018
- 3. miejsce – 2021

## Udział i miejsca w imprezach

### Igrzyska Olimpijskie
| Rok  | Kraj           | Miejsce      |
| ---- | -------------- | ------------ |
| 1964 | Tokio          | brak udziału |
| 1968 | Meksyk         | brak udziału |
| 1972 | Monachium      | brak udziału |
| 1976 | Montreal       | brak udziału |
| 1980 | Moskwa         | brak udziału |
| 1984 | Los Angeles    | brak udziału |
| 1988 | Seul           | brak udziału |
| 1992 | Barcelona      | brak udziału |
| 1996 | Atlanta        | brak udziału |
| 2000 | Sydney         | brak udziału |
| 2004 | Ateny          | brak udziału |
| 2008 | Pekin          | brak udziału |
| 2012 | Londyn         | 9. miejsce   |
| 2016 | Rio de Janeiro | brak udziału |
| 2020 | Tokio          | 5-8. miejsce |
| 2024 | Paryż          | 4. miejsce   |

### Mistrzostwa Świata
| Rok  | Kraj              | Miejsce      |
| ---- | ----------------- | ------------ |
| 1952 | ZSRR              | brak udziału |
| 1956 | Francja           | brak udziału |
| 1960 | Brazylia          | brak udziału |
| 1962 | ZSRR              | brak udziału |
| 1967 | Japonia           | brak udziału |
| 1970 | Bułgaria          | brak udziału |
| 1974 | Meksyk            | brak udziału |
| 1978 | ZSRR              | brak udziału |
| 1982 | Peru              | brak udziału |
| 1986 | Czechosłowacja    | brak udziału |
| 1990 | Chiny             | brak udziału |
| 1994 | Brazylia          | brak udziału |
| 1998 | Japonia           | brak udziału |
| 2002 | Niemcy            | brak udziału |
| 2006 | Japonia           | 10. miejsce  |
| 2010 | Japonia           | 6. miejsce   |
| 2014 | Włochy            | 9. miejsce   |
| 2018 | Japonia           | 10. miejsce  |
| 2022 | Polska / Holandia | 8. miejsce   |
| 2025 | Tajlandia         |              |

### Mistrzostwa Europy
| Rok  | Kraj                                 | Miejsce      |
| ---- | ------------------------------------ | ------------ |
| 1949 | Czechosłowacja                       | brak udziału |
| 1950 | Bułgaria                             | brak udziału |
| 1951 | Francja                              | brak udziału |
| 1955 | Rumunia                              | brak udziału |
| 1958 | Czechosłowacja                       | brak udziału |
| 1963 | Rumunia                              | 10. miejsce  |
| 1967 | Turcja                               | 12. miejsce  |
| 1971 | Włochy                               | brak udziału |
| 1975 | Jugosławia                           | brak udziału |
| 1977 | Finlandia                            | brak udziału |
| 1979 | Francja                              | brak udziału |
| 1981 | Bułgaria                             | 12. miejsce  |
| 1983 | NRD                                  | brak udziału |
| 1985 | Holandia                             | brak udziału |
| 1987 | Belgia                               | brak udziału |
| 1989 | Niemcy                               | 11. miejsce  |
| 1991 | Włochy                               | brak udziału |
| 1993 | Czechy                               | brak udziału |
| 1995 | Holandia                             | 11. miejsce  |
| 1997 | Czechy                               | brak udziału |
| 1999 | Włochy                               | brak udziału |
| 2001 | Bułgaria                             | brak udziału |
| 2003 | Turcja                               | 2. miejsce   |
| 2005 | Chorwacja                            | 6. miejsce   |
| 2007 | Belgia/ Luksemburg                   | 10. miejsce  |
| 2009 | Polska                               | 5. miejsce   |
| 2011 | Serbia/ Włochy                       | 3. miejsce   |
| 2013 | Niemcy/ Szwajcaria                   | 7. miejsce   |
| 2015 | Holandia/ Belgia                     | 4. miejsce   |
| 2017 | Gruzja/ Azerbejdżan                  | 3. miejsce   |
| 2019 | Polska/ Słowacja/ Turcja/ Węgry      | 2. miejsce   |
| 2021 | Serbia/ Chorwacja/ Bułgaria/ Rumunia | 3. miejsce   |
| 2023 | Włochy/ Niemcy/ Belgia/ Estonia      | 1. miejsce   |

### Grand Prix
| Rok  | Miasto          | Miejsce      |
| ---- | --------------- | ------------ |
| 1993 | Hongkong        | brak udziału |
| 1994 | Szanghaj        | brak udziału |
| 1995 | Szanghaj        | brak udziału |
| 1996 | Szanghaj        | brak udziału |
| 1997 | Kobe            | brak udziału |
| 1998 | Hongkong        | brak udziału |
| 1999 | Yuxi            | brak udziału |
| 2000 | Manila          | brak udziału |
| 2001 | Makau           | brak udziału |
| 2002 | Hongkong        | brak udziału |
| 2003 | Andria          | brak udziału |
| 2004 | Reggio Calabria | brak udziału |
| 2005 | Sendai          | brak udziału |
| 2006 | Reggio Calabria | brak udziału |
| 2007 | Ningbo          | brak udziału |
| 2008 | Yokohama        | 7. miejsce   |
| 2009 | Tokio           | brak udziału |
| 2010 | Ningbo          | brak udziału |
| 2011 | Makau           | brak udziału |
| 2012 | Ningbo          | 3. miejsce   |
| 2013 | Sapporo         | 8. miejsce   |
| 2014 | Tokio           | 4. miejsce   |
| 2015 | Omaha           | 11. miejsce  |
| 2016 | Bangkok         | 10. miejsce  |
| 2017 | Nankin          | 11. miejsce  |

### Liga Narodów
| Rok  | Miasto    | Miejsce    |
| ---- | --------- | ---------- |
| 2018 | Nankin    | 2. miejsce |
| 2019 | Nankin    | 4. miejsce |
| 2021 | Rimini    | 3. miejsce |
| 2022 | Ankara    | 4. miejsce |
| 2023 | Arlington | 1. miejsce |
| 2024 | Bangkok   | 6. miejsce |
| 2025 | Łódź      | 6. miejsce |

### Puchar Świata
| Rok  | Kraj    | Miejsce      |
| ---- | ------- | ------------ |
| 1973 | Urugwaj | brak udziału |
| 1977 | Japonia | brak udziału |
| 1981 | Japonia | brak udziału |
| 1985 | Japonia | brak udziału |
| 1989 | Japonia | brak udziału |
| 1991 | Japonia | brak udziału |
| 1995 | Japonia | brak udziału |
| 1999 | Japonia | brak udziału |
| 2003 | Japonia | 7. miejsce   |
| 2007 | Japonia | brak udziału |
| 2011 | Japonia | brak udziału |
| 2015 | Japonia | brak udziału |
| 2019 | Japonia | brak udziału |

### Igrzyska Śródziemnomorskie
| Rok  | Miasto/Miasta          | Miejsce    |
| ---- | ---------------------- | ---------- |
| 1951 | Aleksandria            | ?          |
| 1955 | Barcelona              | ?          |
| 1959 | Bejrut                 | ?          |
| 1963 | Neapol                 | ?          |
| 1967 | Tunis                  | ?          |
| 1971 | Izmir                  | ?          |
| 1975 | Algier                 | ?          |
| 1979 | Split                  | ?          |
| 1983 | Casablanca             | ?          |
| 1987 | Latakia                | 2. miejsce |
| 1991 | Ateny                  | 2. miejsce |
| 1993 | Langwedocja-Roussillon | 3. miejsce |
| 1997 | Bari                   | 2. miejsce |
| 2001 | Tunis                  | 2. miejsce |
| 2005 | Almería                | 1. miejsce |
| 2009 | Pescara                | 2. miejsce |
| 2013 | Mersin                 | 2. miejsce |
| 2018 | Tarragona              | 3. miejsce |

### Liga Europejska
| Rok  | Miasto                   | Miejsce      |
| ---- | ------------------------ | ------------ |
| 2009 | Kayseri                  | 2. miejsce   |
| 2010 | Ankara                   | 3. miejsce   |
| 2011 | Stambuł                  | 2. miejsce   |
| 2012 | Karlowe Wary             | 8. miejsce   |
| 2013 | Warna                    | 6. miejsce   |
| 2014 | brak turnieju Final Four | 1. miejsce   |
| 2015 | brak turnieju Final Four | 2. miejsce   |
| 2016 | brak turnieju Final Four | brak udziału |
| 2017 | brak turnieju Final Four | brak udziału |
| 2018 | Budapeszt                | brak udziału |
| 2019 | Varaždin                 | brak udziału |
| 2021 | Ruse                     | brak udziału |

### Volley Masters Montreux
| Rok  | Miasto   | Miejsce      |
| ---- | -------- | ------------ |
| 1988 | Montreux | brak udziału |
| 1989 | Montreux | brak udziału |
| 1990 | Montreux | brak udziału |
| 1991 | Montreux | brak udziału |
| 1992 | Montreux | brak udziału |
| 1993 | Montreux | brak udziału |
| 1994 | Montreux | brak udziału |
| 1995 | Montreux | brak udziału |
| 1996 | Montreux | brak udziału |
| 1998 | Montreux | brak udziału |
| 1999 | Montreux | brak udziału |
| 2000 | Montreux | brak udziału |
| 2001 | Montreux | brak udziału |
| 2002 | Montreux | brak udziału |
| 2003 | Montreux | brak udziału |
| 2004 | Montreux | brak udziału |
| 2005 | Montreux | brak udziału |
| 2006 | Montreux | brak udziału |
| 2007 | Montreux | 6. miejsce   |
| 2008 | Montreux | brak udziału |
| 2009 | Montreux | brak udziału |
| 2010 | Montreux | brak udziału |
| 2011 | Montreux | brak udziału |
| 2013 | Montreux | brak udziału |
| 2014 | Montreux | brak udziału |
| 2015 | Montreux | 1. miejsce   |
| 2016 | Montreux | 3. miejsce   |
| 2017 | Montreux | brak udziału |
| 2018 | Montreux | 3. miejsce   |
| 2019 | Montreux | 5. miejsce   |